# ウーゴ・イバーラ
ウーゴ・ベンハミン・イバーラ（Hugo Benjamín Ibarra, 1974年4月1日 - ）は、アルゼンチン・フォルモサ州エル・コロラド出身の元同国代表サッカー選手、サッカー指導者。現役時代のポジションはディフェンダー。

## 経歴
1993年に当時2部に所属していたCAコロンでプロキャリアをスタートさせる。2年後の1995年、プリメーラ・ディビシオンに昇格し、81試合を戦った。
ボカ・ジュニアーズに移籍してからはカルロス・ビアンチ監督の下で多くのタイトルを獲得し、コパ・リベルタドーレス2連覇にも主力として貢献した。 
2001年にはFCポルトへと初の国外移籍を果たすも、1シーズンでボカにレンタル復帰。3度目のリベルタドーレス制覇を成し遂げる。翌シーズンには欧州へ戻り、リーグ・アンのASモナコにレンタル移籍となる。モナコはUEFAチャンピオンズリーグ決勝に進出した (決勝戦ではFCポルトに敗れ準優勝の成績で大会を終えた)。3度目のレンタル移籍となったRCDエスパニョールを経てボカに完全移籍。
アルゼンチン代表としては、1998年のベネズエラ戦で初キャップを記録。2006年ドイツW杯終了後に就任したアルフィオ・バシーレ監督によって再び招集されるようになった。
2010年、現役を引退した。
2022年7月18日、ボカ・ジュニアーズの監督に就任した。

## タイトル
ボカ・ジュニアーズ
- プリメーラ・ディビシオン : 1998-99A, 1998-99C, 2000-01A, 2005-06A, 2005-06C, 2008-09A
- コパ・リベルタドーレス : 2000, 2001, 2003, 2007
- トヨタカップ : 2000
- コパ・スダメリカーナ : 2005
- レコパ・スダメリカーナ : 2005, 2006, 2008

FCポルト
- ポルトガル・スーパーカップ : 2002

個人
- 南米年間ベストイレブン : 2006